# П'ясецька Ангелина Володимирівна
Ангелина (Ангеліна) Володимирівна П'ясецька (псевдо: «Наталка», «Зухра», «Маленька»; нар. 12 лютого 1927 року — пом. 4 листопада 1948 року, с. Малий Любінь, Львівська область) — діячка ОУН та УПА, зв'язкова Зиновія Тершаківця («Федір») та Ярослава Дякона («Мирон»).

## Життєпис
Народилася у 1927 році на Бережанщині, тепер — Тернопільська область, в родині священника, отця Миколи. За іншими даними, народилася в Угорщині, де батько, Володимир П'ясецький, кузен письменника Антона Лотоцького, працював управителем маєтків. У 1928 році родина повернулася на Тернопілля, до брата Миколи, священника села Жуків Бережанського повіту, де Ангелина ходила до школи.
У 1941 році переїхали до с. Гончарівка (тоді — Белзець), на Львівщині. Під час війни, Ангелина вчилась у Золочівській промисловій школі, тоді ж вступила до Організації українських націоналістів. У 1944 році переходить в підпілля та виконує обов'язки кущової провідниці на Золочівщині та зв'язкової «Федора». Під час німецької окупації користувалася документами на ім'я Ганни Лотоцької. Мала поетичні здібності, про що свідчать збережені листи-вірші до рідних.
Загинула 4 листопада 1948 року, разом із Зиновієм Тершаківцем, Романом Борецьким («Ромко»), працівником СБ надрайонового проводу ОУН на псевдо «Ірко» та бійцем СБ ОУН Миколою Муриним («Мірко»), неподалік села Малий Любінь на Львівщині, під час півторагодинного бою групи воїнів УПА, що потрапили в засідку, із конспіративною військово-оперативною групою МГБ УРСР, в кількости 4-х офіцерів та 15 солдатів, та спеціальною агентурною групою УМГБ Львівської області «Тайфун». Ще одного бійця було поранено, але йому вдалося втекти. У підпільників було вилучено 4 автомати, 5 пістолетів, близько 500 набоїв, 10 гранат.
Після бою тіла вбитих були вивезені до управління Львівського МГБ, Очевидці згадують, що Ангелина мала рану на скроні. Згодом тіло загиблої було вивезене в невідомому напрямку. Родину Ангелини було депортовано до Сибіру.
Підпільник «Остап» писав у листі до Марії П'ясецької, сестри Ангелини:
|  | ...Дня 4.XI.48 р. впала славної пам’яти «Маленька»... Тіло «Маленької» забрали большевики. Разом із «Маленькою» впали ще друзі. Де і в який спосіб вони впали, описувати не буду поки що. Ще перед відходом оповідала мені «Маленька», щоб і їй писали і що, як не буде її, то щоб хоча осталась її могила. Останеться про неї слава, вічний спомин, а могила? Не знати де буде, тому що забрали її тіло... Може, колись віднайдемо? |